# Osmia namaquaensis
Osmia namaquaensis är en biart som beskrevs av Heinrich Friese 1913. Osmia namaquaensis ingår i släktet murarbin, och familjen buksamlarbin. Inga underarter finns listade i Catalogue of Life.